# Chromis crusma
Chromis crusma är en fiskart som först beskrevs av Valenciennes, 1833.  Chromis crusma ingår i släktet Chromis och familjen Pomacentridae. IUCN kategoriserar arten globalt som livskraftig. Inga underarter finns listade i Catalogue of Life.